# بلدرچین جنگلی تاکارکونا
بلدرچین جنگلی تاکارکونا (نام علمی: Odontophorus dialeucos) نام یک گونه از سرده بلدرچین جنگلی است.